# Банаскантха
Банаскантха е окръг в щата Гуджарат, Индия с площ от 12 703 км2 и население 2 504 244 души (2001). Главен град е Паланпур.

## Административно деление
Окръга е разделен на 13 талука.

## Население
Населението на окръга през 2001 година е 2 504 244 души, около 50,97 % от населението е неграмотно.

### Религия
(2001)
- 2 314 123 – индуисти
- 170 142 – мюсюлмани
- 18 544 – джайнисти